# Ali al-Qaradaghi

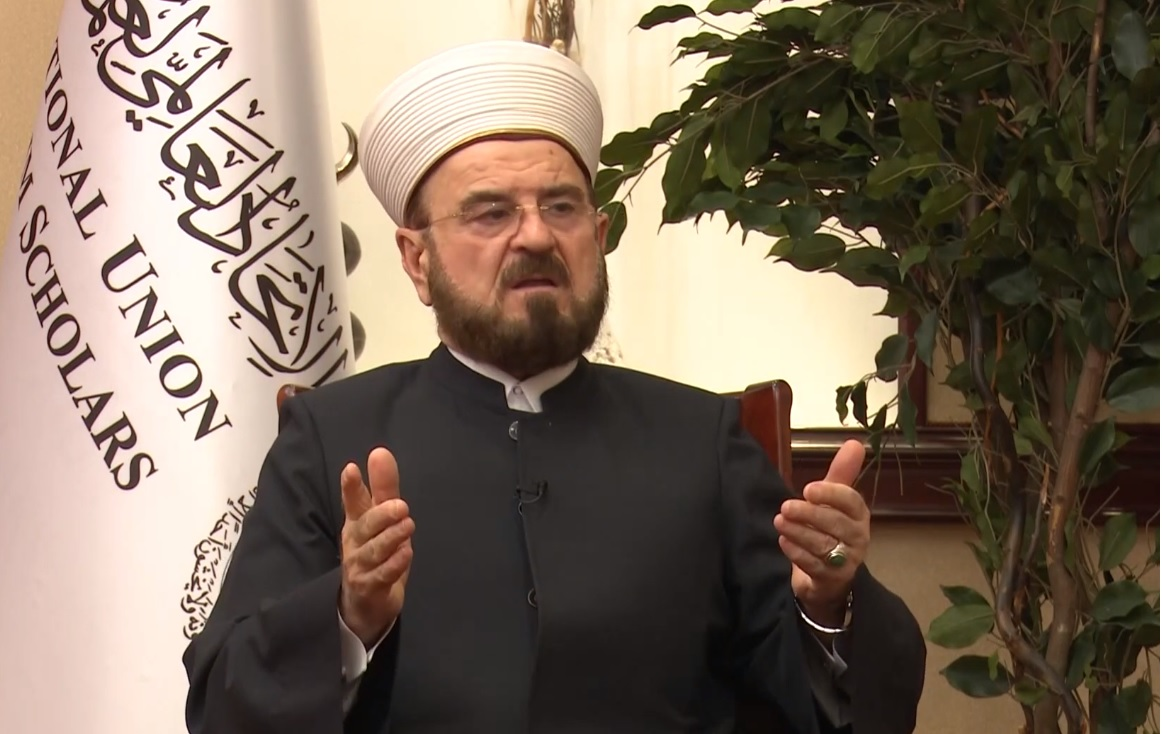
Ali al-Qaradaghi (2019)

Ali Mohieddin al-Qaradaghi (arabisch علي محيي الدين القره داغي, DMG ʿAlī Muḥī ad-Dīn al-Qaradāġī, geb. 1949 in Qaradagh, as-Sulaimaniya, Kurdistan, Irak) ist ein einflussreicher sunnitischer Islamgelehrter, ein Fachmann für Scharia und Fiqh verbunden mit dem Islamischen Finanzwesen. Er ist Professor für Rechtswissenschaft an der Fakultät für Scharia und Islamische Studien der Universität von Katar in Doha und besitzt die katarische Staatsbürgerschaft.

## Leben
Al-Qaradaghi ist der Generalsekretär der ursprünglich in Dublin gegründeten Internationalen Union Muslimischer Gelehrter (International Union of Muslim Scholars; Abk. IUMS, heute mit Sitz in Doha, der Hauptstadt von Katar, unter dem Vorsitz von Scheich Yusuf al-Qaradawi). Zudem ist er Vizepräsident des Weltverbandes für die Annäherung der islamischen Denkschulen mit Sitz in Teheran und Mitglied vieler weiterer islamischer Organisationen, darunter die Internationale Islamische Fiqh-Akademie, die Organisation für Islamische Zusammenarbeit und des European Council for Fatwa and Research. Außerdem ist er Gründer und Präsident der 1988 gegründeten Islamischen Kurdischen Liga und Präsident des Kuratoriums der University of Human Development in der Stadt Sulaimaniya.
Qaradaghi ist Vorsitzender des Scharia-Aufsichtsrates der Qatar First Bank (QFB) und Mitglied der Scharia-Aufsichtsräte mehrerer islamischer Institutionen und Banken, darunter Qatar National Bank Al Islami, Dubai Islamic Bank, Doha Bank Islamic Branch, Qatar Islamic Insurance, The Gulf Investment House und Al Ahli United Bank.
Sein Studium der Scharia hat er an der Universität Bagdad begonnen und an der al-Azhar-Universität in Kairo mit einem Doktorgrad abgeschlossen.
Qaradaghi hat zahlreiche Werke zur islamischen Wirtschaft und vergleichenden Jurisprudenz verfasst.
Er erhielt zahlreiche Preise und Ehrungen und ist Mitglied zahlreicher Räte, Ausschüsse und Verbände.
Außerdem war er einer der Unterzeichner der Botschaft aus Amman (Amman Message).
Ali al-Qaradaghi war einer der Teilnehmer der Internationalen Theologischen Konferenz "Islamische Lehre gegen Radikalismus" (russ. Международная богословская конференция «Исламская доктрина против радикализма») am 25.–26. Mai 2012 in Moskau.

## Mediale Rezeption
Dem tschetschenischen Historiker und Politikanalysten Mairbek Vatchagaev zufolge (in einem bei der amerikanischen Jamestown Foundation veröffentlichten Artikel) spielen Ali al-Qaradaghi und die Internationale Union Muslimischer Gelehrter für Moskau eine wichtige Rolle in Sachen innerrussischer islamischer Stabilität: 

„Russian authorities do not simply want Sheikh Ali al-Qaradaghi to declare the jihad in the North Caucasus to be illegal. Moscow regards this international Islamic organization as a potential means to control part of Russia’s own Muslim population, which could issue fatwas on important questions of Islam and be recognized. Moscow, however, fails to see that only those Muslims who already recognize the official Muslim clergy will listen to al-Qaradaghi. That portion of the Muslim community in Russia which deems cooperation between the authorities and the Muslim clergy unacceptable will not be influenced by al-Qaradaghi.“

Er ist ein aktiver Unterstützer von Yusuf al-Qaradawi und dessen Projekt „Muhammad: A Mercy for All“ und rief alle Muslime dazu auf, dieses Projekt bei IslamOnline.net (IOL) finanziell (mit Spenden an die Qatar Islamic Bank in Doha, Katar) und moralisch zu unterstützen: 

„We have decided to launch a big Web site about Muhammad (peace and blessings be upon him): A Mercy for All under the supervision of IslamOnline.net, the greatest global Islamic Web site on the Internet. [...] We call upon our brothers and sisters in Islam to support this project financially, especially that the eminent scholar Sheikh Yusuf Al-Qaradawi, who supervises the implementation of the project, has given a fatwa to the effect that it is permissible to pay zakah, sadaqah and doubtful money to IslamOnline.net as a donation. Sheikh Al-Qaradawi, moreover, has described this project as 'jihad of the modern age.' We also call upon Muslims to give moral support to the project by inviting the friends of IslamOnline.net to participate voluntarily in its activities and services. We are going to prepare special programs to show how they can share in this respect.“

Über seine Reaktion auf die Ermordung der muslimischen Studenten in Chapel Hill kurz nach den Pariser Anschlägen berichtet der Spiegel: 

„Der Generalsekretär der internationalen Union der islamischen Gelehrten in Katar, Ali al-Karadaghi, kritisierte das Schweigen der "internationalen Medien" angesichts dieses "Terrorangriffs". "Werden sich die Staatsführer der ganzen Welt im Gedenken versammeln?", schrieb er auf Twitter in Anspielung auf die riesige Trauerfeier für die Opfer der islamistischen Anschläge von Paris im Januar.“

## Werke
(siehe Kurzübersicht unter aibim.com)

## Videos
- Sh. Ali Al-Qaradaghi „The ethical reference in the dealing between the ruler & the ruled in Islam“ – youtube.com
- Cheikh Dr. Ali Al-Qaradaghi „L'approche éthique entre le gouvernant & le gouverné en Islam“ CILE 2013 – youtube.com